# 中能取仮乗降場
中能取仮乗降場（なかのとろかりじょうこうじょう）は、かつて北海道網走市にあった日本国有鉄道（国鉄）湧網線の仮乗降場（局設定）である。1972年2月8日、利用者僅少により廃駅となった。

## 歴史
- 1956年（昭和31年）1月7日 - 開設[1][注釈 1][2]。
- 1972年（昭和47年）2月8日 - 廃駅[1]。

## 駅の構造
単式ホーム1面1線を有した。

## 周辺
- 能取湖
- 国道238号
- 北海道道1087号網走常呂自転車道線
- 網走バス 常呂・サロマ湖栄浦線 「中能取」停留所

## 駅跡
国道脇から乗降場へ向かっていた小道が草むして微かに残る。その小道の入り口には網走バスの中能取停留所の標識が立っている。